# Senda prohibida
Senda prohibida – meksykańska telenowela z 1958 roku. Wyprodukowana przez Telesistema Mexicano i emitowana na kanale Canal 4.

## Obsada
- Silvia Derbez jako Nora
- Francisco Jambrina jako Federico García
- Dalia Íñiguez jako Irene
- Héctor Gómez jako Roberto
- Bárbara Gil
- Julio Alemán
- Augusto Benedico
- María Idalia jako Clemen
- Luis Beristain
- Alicia Montoya
- Jorge Lavat
- Miguel Suárez
- Beatriz Sheridan
- Rafael Banquells
- María Antonieta de las Nieves jako Dalia